# Área metropolitana de Indianápolis
El área metropolitana de Indianápolis, o área estadística metropolitana de Indianápolis-Carmel, IN MSA como la denomina oficialmente la Oficina de Administración y Presupuesto, es un área estadística metropolitana centrada en la ciudad de Indianápolis, capital del estado estadounidense de Indiana. El área metropolitana tiene una población de 1.756.241 habitantes según el censo de 2010, convirtiéndola en la 34.º área metropolitana más poblada de los Estados Unidos.
El área metropolitana es a menudo también descripta como la región de los 9 condados, abarcando los condados de Boone, Hamilton, Hancock, Hendricks, Johnson, Madison, Marion, Morgan y Shelby.

## Composición
Los 10 condados del área metropolitana, junto con su población según los resultados del censo 2010:
- Boone – 56.640 habitantes
- Brown – 274.569 habitantes
- Hamilton – 274.569 habitantes
- Hancock – 70.002 habitantes
- Hendricks – 145.448 habitantes
- Johnson – 139.654 habitantes
- Marion – 903.393 habitantes
- Morgan – 68.894 habitantes
- Putnam – 68.894 habitantes
- Shelby – 44.436 habitantes

## Área estadística metropolitana combinada
El área estadística metropolitana combinada de Indianapolis-Anderson-Columbus, IN CSA está formada por el área metropolitana de Indianápolis junto con:
- El área estadística metropolitana de Anderson, IN MSA, situada en el condado de Madison con 131.636 habitantes;
- El área estadística metropolitana de Columbus, IN MSA, situada en el condado de Bartholomew con 76.794 habitantes;
- El área estadística micropolitana de Crawfordsville, IN µSA, situada en el condado de Montgomery con 38.124 habitantes;
- El área estadística micropolitana de New Castle, IN µSA, situada en el condado de Henry con 49.462 habitantes; y
- El área estadística micropolitana de North Vernon, IN µSA, situada en el condado de Jennings con 28.525 habitantes;

totalizando 2.080.782 habitantes en un área de 15.985 km².

## Principales comunidades del área metropolitana
Ciudad principal 
- Indianápolis

Otras comunidades con más de 10.000 habitantes
- Anderson
- Avon
- Beech Grove
- Brownsburg
- Carmel
- Fishers
- Franklin
- Greenfield
- Greenwood
- Lawrence
- Lebanon
- Martinsville
- Noblesville
- Plainfield
- Shelbyville
- Speedway
- Westfield
- Zionsville